# アンリ・カサドシュ

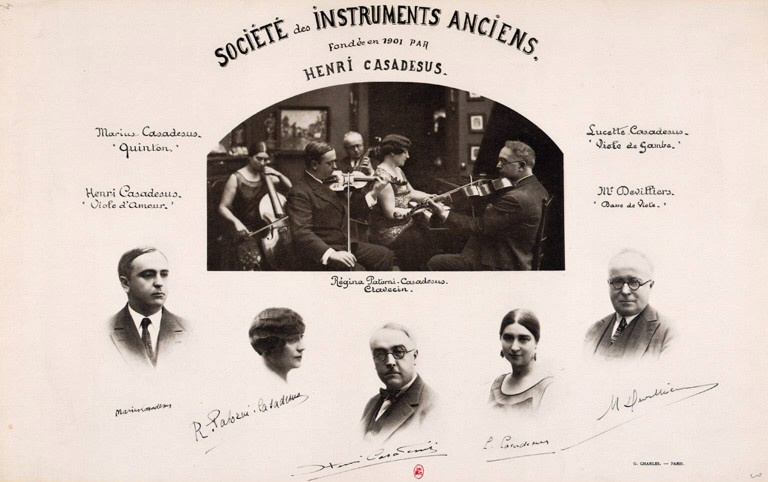
1911年頃?の古楽器協会の絵葉書。
アンリ、マリウス、リュセット、レジーヌ
およびM・ドヴィリエが映っている。
フランス国立図書館所蔵

アンリ・ギュスターヴ・カサドシュ（Henri-Gustave Casadesus, 1879年9月30日 – 1947年5月31日）は、フランスのヴィオラ奏者で楽譜出版者。バロックおよび古典の名を騙った偽作を多数発表したことで（悪）名が高い。音楽家の一族であり、マリウスは弟、高名なピアニストであるロベールは甥である。
リュシアン・カペーが結成したカペー四重奏団にヴィオリストとして参加。なお、弟のマルセル・カサドシュも一時チェリストとして参加している。カミーユ・サン＝サーンスと1901年に「古楽器協会」を設立。1939年までヴィオラ・ダ・ガンバやヴィオラ・ダモーレなどの廃れた楽器を用いて五重奏曲などを演奏し、長らく忘れられてきた作曲家の作品を甦演した。だが後に、カサドシュ兄弟、なかでもマリウスがこれらの「忘れられた作品」を作曲していたことが発覚する。モーツァルトの偽作の《ヴァイオリン協奏曲 第7番》は、アンリの手によると言われることがあるが、実際はマリウスによる贋作である。しかしながら、レイチェル・ウェイドによって補遺Bに分類されたカール・フィリップ・エマヌエル・バッハの《ヴィオラ協奏曲 ニ長調》は、アンリの贋作であると考えられている。この曲は1911年にはマクシミリアン・シテインベルクによって「小オーケストラのために編曲されて」、1911年にロシアで出版され、その後ダリウス・ミヨーやセルゲイ・クセヴィツキーの指揮によって上演され、フェリックス・プロハスカやユージン・オーマンディによって録音された。ウェイドは1981年に「目下のところ、C.P.E.バッハの最も録音される協奏曲が、贋作だったのである」と言い切っている。
また、「ヘンデルのヴィオラ協奏曲」や「ヨハン・クリスティアン・バッハのヴィオラ協奏曲」もアンリの贋作と看做されている。これらはスズキ・メソードでも採用され、前者はプリムローズのお気に入りのレパートリーにもなったが、今ではしばしば「カサドシュ作曲のヘンデル風の協奏曲」「カサドシュ作曲のJ.C.バッハ風の協奏曲」と呼ばれている。学術批判によってこれら2曲は、カサドシュ兄弟が狙い目をつけた作曲家の様式で模作したものと断定されている。